# 우야쥔
우야쥔(중국어: 吴亚军, 1964년 ~ )은 중국의 기업인으로 룽후부동산(龍湖地産·Longfor Properties Co.) 회장을 역임했다. 우야쥔은 1990년대 부동산 업계에서 진출하기 전까지 기자와 편집인으로 활동했으며 이후 우버와 에버노트를 포함한 기술 회사에 투자했다. 2019년 10월 현재 우수석의 순자산은 112억 달러로 추정된다.

## 생애
우야쥔은 1964년 충칭에서 평범한 가정에 태어났다. 1984년 노스 웨스턴 폴리 테크닉 주립 대학 항법 공학과를 졸업했다.

## 직업
1984년부터 1988년까지 그녀는 첸웨이 미터 공장에서 일했다. 1988년부터 1993년까지 그녀는 중국 신문사에서 기자와 편집자로 일했다. 당시 충칭시 건설국이 신문을 관리하던 시절에는 정부와 재계에 네트워크를 구축해 부동산 업계에서 경력을 쌓는데 필수적인 역할을 했다.

### 재산
우야쥔은 자수성가한 여성으로 후룬 보고서 (Hurun report)에 나온 차이나 리치 리스트 2013에 따르면 우야쥔은 중국에서 세 번째로 부유한 여성이고, 전체로는 22 번째로 부유한 여성이다. 2012년에는 중국에서 가장 부유한 여성이었다. 우야쥔은 카이 쿠이와의 이혼으로 양후이옌에게 그 자리를 빼앗겼다. 2013년 3월 우야쥔은 세계에서 299번째로 부유한 사람이었으며, 포브스(Forbes)가 선정한 파워우먼 50위 안에 드는 순자산 44억달러였다. 우야쥔은 전국 인민 대표 대회의 회원이다. 2014년 그녀는 포브스가 선정한 세계에서 가장 영향력 있는 41번째 여성으로 선정되었다. 2019년 3월, 7년간의 공백 끝에 우야쥔은 다시 한 번 세계에서 가장 부유한 자수성가한 여성이 되었다고 배런 씨는 보고했다.